# Mario Mafai

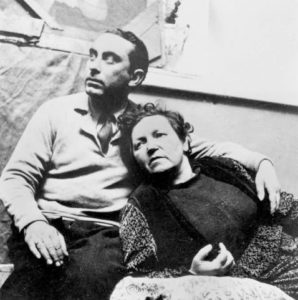
Mario Mafai mit seiner Frau Antionetta (1935)

Mario Mafai (* 12. Februar 1902 in Rom; † 31. März 1965 ebenda) war ein italienischer Maler des Expressionismus.
Er war Ende der 1920er Jahre zusammen mit Scipione einer der Wegbereiter des italienischen Expressionismus und Mitbegründer der römischen Künstlergruppe Scuola di via Cavour, die sich als Gegenbewegung zu den damals den Zeitgeschmack beherrschenden Monumentalisten des sogenannten Novecento verstand.
1948 trat er der Kommunistischen Partei Italiens bei.
Er war mit der Malerin Antonietta Raphaël verheiratet.